# 1980年夏季奥林匹克运动会塞浦路斯代表团
1980年夏季奥林匹克运动会塞浦路斯代表团是塞浦路斯派出的1980年夏季奥林匹克运动会代表团。